# Carex kermadecensis
Carex kermadecensis är en halvgräsart som beskrevs av Donald Petrie. Carex kermadecensis ingår i släktet starrar, och familjen halvgräs.
Artens utbredningsområde är Kermadecöarna. Inga underarter finns listade i Catalogue of Life.